# 3-Oxoacide CoA-transférase
La 3-oxoacide CoA-transférase est une transférase qui catalyse la réaction :
succinyl-CoA + 3-oxoacide  {\displaystyle \rightleftharpoons }  succinate + 3-oxoacyl-CoA.
Cette enzyme intervient dans le métabolisme des corps cétoniques (cétogenèse) et du butyrate ainsi que dans la dégradation des acides aminés ramifiés (valine, leucine et isoleucine). Présente chez les eucaryotes et certaines bactéries, elle est l'étape limitante de la dégradation des corps cétoniques, permettant à ces derniers d'être utilisés par les cellules comme sources d'énergie métabolique.
Chez l'homme, il existe deux isoformes de cette enzyme, appelées 3-oxoacide CoA-transférase 1 et 3-oxoacide CoA-transférase 2, localisées dans la matrice mitochondriale des cellules du cœur, des reins, du cerveau et des muscles pour la première, et dans les testicules pour la seconde.
Cette enzyme fait partie des protéines dont les résidus tryptophane peuvent être nitrés sous l'action de dérivés réactifs de l'oxygène, la forme modifiée tendant à s'accumuler avec l'âge dans le myocarde chez la souris et présentant une activité catalytique supérieure à celle de la forme native.